# Voto latino (canción)
«Voto latino» es una canción del grupo de rock mexicano Molotov, el cual fue lanzado en noviembre de 1996 como el sencillo debut del álbum debut de estudio titulado ¿Dónde jugarán las niñas? (1997). El sencillo salió a la venta tiempo después en tiendas de discos sin previo aviso a las radios.
Curiosamente esta canción al principio se pensaba que solo iba a lanzarse al igual que todo el álbum. La canción es una protesta en contra del racismo desde una perspectiva personal y colectiva.

## Sinopsis
Inicialmente el propósito de la canción hace llamado a la conciencia social y política, específicamente en el contexto de la lucha contra el racismo y la promoción de la igualdad entre las razas.

## Uso en medios
La canción se utilizó y versionó por el partido político Morena para campaña publicitaria del mismo, tiempo después la banda los denunció por asunto de propaganda.

## Lista de canciones

### CD - Promo[7]
| Voto latino — Single |               |          |  |
| N.º                  | Título        | Duración |  |
| 1.                   | «Voto latino» | 2:57     |  |

## Posiciones en las listas
| Listas (1996)              | Posición |
| -------------------------- | -------- |
| Mexico Rock Latino Top 100 | 30       |

## Premios y nominaciones
| Año  | Publicación | País | Lista                                 | Puesto |
| ---- | ----------- | ---- | ------------------------------------- | ------ |
| 2006 | Alborde     | EUA  | 500 canciones del Rock Iberoamericano | 238°   |